# André Matisic
André Matisic (* 27. November 1992 in Hamburg) ist ein deutscher Kart-Rennfahrer.
2013 gewann er die Deutsche Kart Meisterschaft und 2008 gewann der den Titel der ADAC Kart Masters in der ICA-Junior-Klasse und 2016 in der KZ2-Klasse.

## Karriere
André Matisic stieg 2003 in den Kartsport ein und fuhr dort bis 2005 in der Bambini-B- und A-Klasse. 2006 wechselte er zu den ICA Junioren und erreichte 2008 mit dem ersten Gesamtplatz im NAKC, im Bundesendlauf und den ADAC-Kart-Masters seinen ersten großen Erfolg in der Karriere. 2008 wurde er auch zweiter beim Goldpokal und dritter in der DMV-Bundesmeisterschaft.
2009 stieg er in die KF2-Klasse auf und startete dort und in den Folgejahren in der ADAC-Kart-Masters und der DMV-Bundesmeisterschaft. Dort konnte er sich regelmäßig im Feld der besten sechs Fahrern platzieren.
2013 erreichte Matisic mit dem Meistertitel in der Deutschen Kart Meisterschaft seinen bislang größten Erfolg. Im Jahr darauf fuhr er in der Deutschen Kart Meisterschaft auf den vierten Gesamtplatz und startete parallel in der Deutschen Schalt Kart Meisterschaft (DSKM) in der KZ2-Klasse. 2016 gewann er erneut den Titel der ADAC-Kart-Masters.
Die DSKM-Saison 2017 beendete er auf dem sechsten Platz.
André Matisic arbeitet als Industriekaufmann bei einem Verbundwerkstoff-Hersteller in Hamburg.